# 诺沃伊德拉尼
诺沃伊德拉尼，是匈牙利包尔绍德-奥包乌伊-曾普伦州所辖的一个村。总面积14.35平方公里，总人口1414，人口密度98.5人/平方公里（2011年1月1日）。